# Ligue de Pannonie
La Ligue de Pannonie (en croate et en serbe : Panonska Liga) est une compétition européenne de hockey sur glace ayant opposé des clubs hongrois, serbes, croates et roumains dans les années 2000.

## Historique
La ligue est créée en 2002 : elle comprend des clubs de Croatie, de Hongrie et de Roumanie. En 2003, le club yougoslave du HK Vojvodina Novi Sad intègre la ligue. La compétition s'arrête en 2004 après le désistement des clubs hongrois et roumains. Elle reprend entre 2007 et 2009 avec des clubs croates et serbes. En somme, la Ligue de Pannonie ne s'est tenue que sur quatre saisons. La création de la MOL Liga dans laquelle participe des équipes hongroises et roumaines explique entre autres l'arrêt de cette compétition. 

## Participants
| Hongrie         | Roumanie                | Croatie          | Serbie                   |
| --------------- | ----------------------- | ---------------- | ------------------------ |
| Ferencvárosi TC | SC Miercurea Ciuc       | KHL Medveščak II | HK Beostar               |
|                 | Progym Harghita Gyöngye | KHL Mladost      | Étoile rouge de Belgrade |
|                 |                         | KHL Zagreb       | HK Novi Sad              |
|                 |                         |                  | HK Partizan Belgrade     |
|                 |                         |                  | HK Vojvodina             |

## Palmarès
| Saison    | Vainqueur             | Deuxième             | Troisième                |
| --------- | --------------------- | -------------------- | ------------------------ |
| 2002–2003 | Ferencvárosi TC       | SC Miercurea Ciuc    | KHL Zagreb               |
| 2003–2004 | SC Miercurea Ciuc     | Ferencvárosi TC      | KHL Zagreb               |
| 2007–2008 | KHL Mladost Zagreb    | HK Partizan Belgrade | HK Vojvodina Novi Sad    |
| 2008–2009 | HK Vojvodina Novi Sad | HK Partizan Belgrade | Étoile rouge de Belgrade |